# John Leyton
Pour les articles homonymes, voir Leyton (homonymie).
John Leyton est un acteur et chanteur britannique, né le 17 février 1936 à Frinton-on-Sea.

## Biographie
John Leyton a fait ses études à la prestigieuse Highgate School avant de partir faire son service national. À son retour il étudie l'art dramatique et il obtient son premier rôle en 1959 dans Biggles, une série produite par Granada Television. Grâce à ce succès, son manageur Robert Stigwood, lui propose de passer une audition en tant que chanteur et cela sera payant, puisque son single Johnny Remember Me (1961), sera 1er au Charts UK durant quatre semaines. Ce titre sera adapté en français en 1963 par Pierre Delanoé pour Les Chats Sauvages avec Mike Shannon et publié en mars dans leur troisième 33 T 25 cm. Leyton continue sur ces deux carrières, enchaînant les films comme La Grande Évasion (1963), Les Canons de Batasi (1964) ou Schizo (1976). Dans sa carrière musicale Wild Wind (1961), Lone Rider (1962) ou Hi Ho Come England (2006), n'auront pas le succès de Johnny Remember Me. Aujourd'hui John Leyton donne toujours des concerts au Royaume-Uni et en Scandinavie.

## Filmographie
- 1959 : Le Mouchard : un prisonnier
- 1959 : Après moi le déluge : Recruit to Detto
- 1963 : La Grande Évasion : lieutenant William Dickes
- 1964 : Les Canons de Batasi : Wilker
- 1965 : Every Day's a Holiday : Gerry Pullman
- 1965 : L'Express du colonel Von Ryan : Orde
- 1966 : Jeunes gens en colère (The Idol) de Daniel Petrie : Timothy
- 1969 : Krakatoa à l'est de Java (Krakatoa, East of Java) de Bernard L. Kowalski : Douglas Rigby
- 1976 : Schizo : Alan Falconer
- 1980 : Fern, the Red Deer : monsieur Gordon
- 2005 : Appelez-moi Kubrick : Lord Charles Benson
- 2008 : Telstar: The Joe Meek Story : Sir Edward

## Littérature
„Gesprengte Ketten - The Great Escape, Behind the scenes, Photographs of cameraman Walter Riml, Editor Helma Türk & Christian Riml, House Publishing 2013, English/German 